# Karl Brandt
Karl Brandt (1904. január 8. – 1948. június 2.) német orvos, náci háborús bűnös. Egyike volt azoknak a náci orvosoknak, akik Hitler T4-tervében (németül: Aktion T4; eutanázia-program) aktívan részt vettek.

## Életrajz
Karl Brandt vidéken nőtt fel. Orvos akart lenni, ezért orvosi egyetemre iratkozott be, amit sikeresen el is végzett 1928-ban. 1932-ben csatlakozott az SA-hoz (Rohamosztag), majd 1933-ban az SS-hez (Védőosztag). 1934-ben Hitler egyik személyi orvosává fogadta.

### Aktion T4
Hitler még a háború kitörése előtt meg akarta valósítani egyik fő tervét, aminek a célja a német nemzet genetikai állományának megtisztítása volt: csakis a legerősebb, legfejlettebb hajtásokat hagyja meg az ősi fa törzsén, azokat pedig, amelyek nem felelnek meg a nemzetiszocialista fajpolitika igényeinek, kíméletlenül lenyesi. Ezt Hitler a T4-es tervként emlegette (németül: Aktion T4). A tervezésben és végrehajtásban Brandt is aktívan részt vett. Hitler - aki rendkívül irtózott a veleszületett fogyatékosságoktól - eltökélte, hogy mind az utolsó szálig elpusztítja a "fajilag tisztátalan" és az "életre méltatlan" elemeket, ily módon téve egységessé a "német faji közösséget". A náci orvosok teljes szaktudásukkal támogatták a gyilkos műveletet. Brandt kezdeményezte valamennyi fogyatékos gyermek és felnőtt, kiváltképpen a zsidó és részben zsidó származású fogyatékos intézmények elhelyezését, a szülőket és az orvosokat pedig adatszolgáltatásra kötelezte. Ezen túlmenően támogatta a koncentrációs táborokban zajló emberkísérletek, főleg a malária elleni kutatásokat kísérte kitüntetett figyelemmel.

### Összeesküvés
Brandt hatalma csúcspontjára ért, amikor 1943. szeptember 5-én Hitler a német orvosi kutatások legmagasabb rangú vezetőjévé nevezte ki. Theo Morell - Hitler egyik személyi orvosa - intrikái folytán kegyvesztett lett. 1945. április 26-án elfogták, de Heinrich Himmler és Albert Speer segítségével életben maradt. A szabadságot nem sokáig élvezhette, mert a szövetséges csapatok a háborút követően letartóztatták.

### Halála
Brandtot háborús bűnökért és az emberiség elleni bűntett vádjával a nürnbergi orvosper során kötél általi halálra ítélték. Az ítéletet 1948. június 2-án végrehajtották. A kivégzés előtt a következőket mondta: "Szilárdan hiszem, hogy az amerikai katonai bíróság imént felolvasott ítélete egy politikai bosszúhadjárat formális megnyilvánulása."